# 高津麻都香
高津 麻都香（たかつ まどか、3月15日 - ）は、日本の女性声優。香川県出身。CROSS CALL所属。

## 出演作品

### 吹き替え
- Bitten-わたしを愛した娘-（モーガン）
- CSI:10 科学捜査班
- CSI:マイアミ8
- Master of None（ダイアナ）
- ゴースト 天国からのささやき シーズン4（マーリー）
- デンジャー・コール（グレイス）
- バッド・ブロマンス（タージ）
- ハッピー・デス・デイ
- Formula 1: 栄光のグランプリ（クレア・ウィリアムズ、ほか）

### アニメ
- おさるのジョージ（フローレンス）
- リトルモンスター2（ティミー、先生、トレバーのママ）
- 二十面相の娘（観客Ｄ）
- 空の境界（パイロット版）

### ゲーム
- 転生絵巻伝 三国ヒーローズ
- コズミックブレイク（カタリナ・ビージ）

### アプリ
- 読み聞かせアプリ 森のえほん館